# 防火被覆
防火被覆是指給建築物包上防火材料。防火被覆起源於1950年代晚期，1958年，美國紐約的Chase Manhattan Bank最早給建築披上石綿材質，當時石綿尚未被認定為致癌物質。

## 原因
鋼構在現代建築中有許多優點，如施工快速，耐震性佳及結構重量輕等等。因此在地狹人稠的都會區中，鋼構建築提供了建築業界許多好處。但是鋼材本身有一致命性的缺點，在1100℉高溫狀況下，其降服強度及抗拉強度下降至50%左右，遠低於一般的設計強度，而無法繼續承載載重。而且此時鋼材之膨脹率約為1%，導致結構鋼變形扭曲。一般火災現場，其室內溫度在五分鐘之內就達到1100℉，如此若鋼材未受到防火之保護，則整棟建築物即面臨倒塌的危險。因此對鋼結構做一適當的保護，以延緩其倒塌的時間，便於人員的疏散及火場的灌救。

## 防火試驗方法
| 國別     | 試驗方法          | 結構破壞方式              | 「溫度（℃）」      |            |
| -------- | ----------------- | ------------------------- | ------------------ | ---------- |
| 結構種類 |                   | 梁                        | 柱                 | 樓板       |
| 台灣     | CNS 12514-6       | 撓曲>L2/400d              | 軸向壓縮>h/100     | 140+/180+  |
|          | CNS 12514-7]      | 撓曲速度>L2/9000d         | 軸向壓縮率>3h/1000 |            |
| 美國     | ASTM E119         | 593/704 （ unrestrain ）  | 538/649            | 139+       |
|          |                   | 撓曲速度判定 （restrain） |                    |            |
| 英國     | BS 476 part 20,21 | 撓曲>L/20                 | 軸向急速變形時     | 140+/180+  |
|          |                   | 撓曲速度>L2/9000d         |                    |            |
| 歐盟     | EN 13381-4        | 撓曲>L2/400d              | 回原高度           | EN 13381-5 |
|          | EN 13381-8        | 撓曲速度>L2/9000d         |                    |            |

註一：表中兩種溫度代表測溫器測得之平均值/個別值。

註二：樓版為其背火面所測得之溫度限制。

註三：“+”表示要再加上室溫。

以上防火試驗方法規定了測試防火材料最基本的一些要項

1. 試驗試體的尺寸、組裝、承載。
2. 試驗過程中、試驗爐的溫度vs燃燒時間。
3. 試體破壞時認定的標準。

防火試驗室依上述防火試驗方法進行測試， 測試結果經相關核准單位評定、認證後，核發核准文件，並登錄在特定的設計手冊或核准單位的網站上，
各單位如下表所述：
| 國家 | 防火試驗室                 | 核准單位                          | 核准文件                                         | Online登錄                        |
| ---- | -------------------------- | --------------------------------- | ------------------------------------------------ | --------------------------------- |
| 台灣 | 內政部建築研究所防火試驗室 | 台灣建築中心 成大建築性能評定中心 | 建築新技術、新工法、新設備及新材料審核認可通知書 | 台灣建築中心 成大建築性能評定中心 |
| 美國 | UL                         | UL                                | Evaluation report                                | UL online                         |
| 英國 | Warringtonfire BRE         | Certifire LPCB                    | Assessment report                                | Certifire LPCB                    |

其它尚有輔助性規範，訂定了防火材料之物理及化學性能如下：
| No | 性能         | AIA 078100   | CNS13962     | ASTM規範  | CNS規範  |
| -- | ------------ | ------------ | ------------ | --------- | -------- |
| 1  | 火燄蔓延     | ≦10          | ---          | ASTM E84  | ---      |
| 2  | 煙霧發展     | 0            | ---          | ASTM E84  | ---      |
| 3  | 成品密度pcf  | ≧15          | ---          | ASTM E605 | CNS13963 |
| 4  | 附著力psf    | ≧150         | ≧250         | ASTM E736 | CNS13964 |
| 5  | 抗壓力psf    | ≧750         | ≧512         | ASTM E761 | CNS13965 |
| 6  | 受撓度影響   | 無變形或脫落 | 無變形或脫落 | ASTM E759 | CNS13966 |
| 7  | 腐蝕性       | 無銹蝕       | 無銹蝕       | ASTM E937 | CNS13967 |
| 8  | 污染性g/ft2  | ≦0.025*      | ≦0.025       | ASTM E859 | CNS13968 |
| 9  | 受衝擊影響度 | 無變形或脫落 | 無變形或脫落 | ASTM E760 | CNS13969 |
| 10 | 石綿檢測     | 未檢出       | 未檢出       | 40 CFR763 | CNS13970 |

- 24小時內之總落塵量（受測試體厚度=19±3mm）

AIA：American Institute of Architects - MasterSpec
CNS (Chinese National Standard)：中國國家標準

## 防火被覆材料
防火被覆材料研發至今，可分為以下幾類：
A> 防火板（Board）
如矽酸鈣板，蛭石板或石膏板等，依型鋼尺寸裁製成形包覆，以達其隔熱之目的。
優點：其施工快速，並可直接取代部份隔間版材，無污染。
缺點：價格高昂，設計彈性很小。

B> 防火塗料（Intumescent）
利用塗料本身遇熱產生化學變化而膨脹至一定厚度，形成隔熱層。
優點：施工時污染性較小。
缺點：價格高昂。

C> 噴覆式防火材料（Cementicious Fireproofing）
以質地輕，隔熱性佳的材料直接噴塗於鋼材表面，形成隔熱層。
優點：價格低、施工快、設計彈性大。
缺點：施工時污染性高。

D> 防火毯（Blanket & Batts）
石棉、礦纖等毯狀成品包覆型鋼，以達其隔熱之效應。
但是因為石棉纖維有害呼吸器官，此類材料已逐漸被淘汰了。

E> 其它
如以石膏或水泥等輕質灰漿（如蛭石灰漿）噴塗於型鋼表面，並覆以鋼絲網等等。

## 備註：
註四、依UL“Fire Resistance Directory”之分類方式認定，可由每一包防火材料之包裝袋上查知此材料之分類。
註五、依UL“Fire Resistance Directory”之分類方式。
註六、見UL“Fire Resistance Directory”。
註七、AWCI全名為“Association of the Wall & Ceiling Industry”
註八、ASFP全名為“Association for Specialist Fire Protection”
註九、BS 8202 part 1-“Coatings for Fire Protection of Building Elements”